# Franz Ritter von Epp
Vitez Franz von Epp, nemški general, * 16. oktober 1868, † 31. december 1947.
Bil je državni komisar in nato državni namestnik na Bavarskem ob začetku vladavine nacistov leta 1933.